# Церква святого Юра (Скварява)

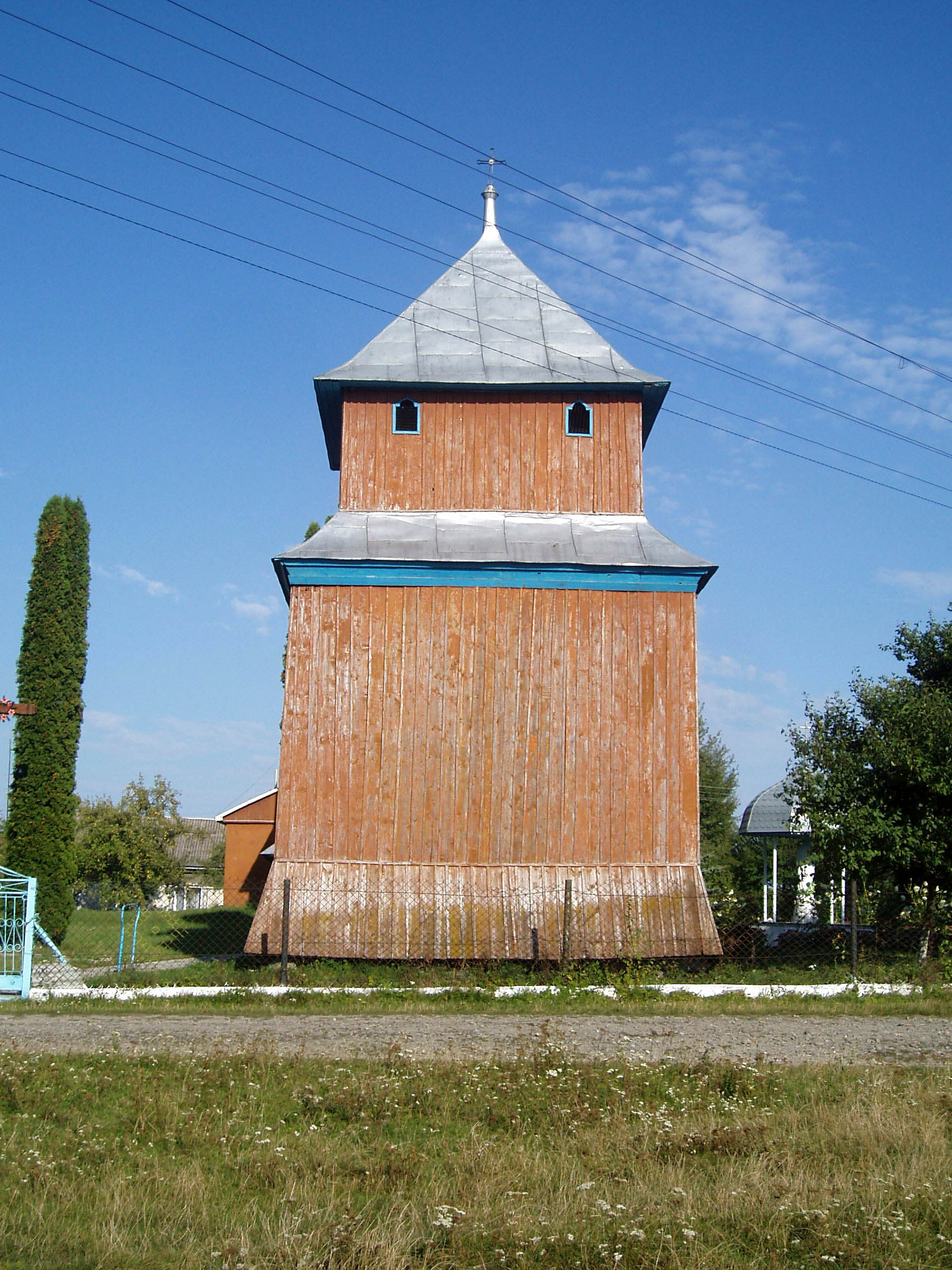
Дзвіниця Церкви святого Юра

Це́рква свя́того великомученика Ю́рія — чинна греко-католицька парафіяльна церква у селі Скварява Золочівського району Львівської області, пам'ятки архітектури національного значення. Найстаріша будівля села.

## Розташування
Церква розташована північніше від центру села, на сучасній вулиці Миру.

## Історія
В 1689 році була збудована а в 1804 році несподівано згоріла. На церковному ґрунті була збудована невеличка у вигляді барака церква у 1805 році паном Львом Браніцьким .
З 1799 року по 1831 рік настоятелем в селі був о. Петро Тарнавський . Він за власні кошти побудував на парафіяльному обійсті хату.
Отцем Андрієм Пясецьким було збудовано у 1842 році нову парафіяльну хату, яку ми можемо побачити і сьогодні (старе проборство). Аж в 1853 була збудована нова церква та нова дзвіниця.
Жертводавцями церкви були :
- Юліан Мальчевський, що дав дубові підвалини під церкву(вони до цього часу тримають на собі церкву).
- Антоніна Морозовицька — пожертвувала 2 срібні чаші
- Марія Миськів — справила хоругва.
- Катерина Зелінська та Іван Браницький дали кошти на образ та хрест «Терезості».

### Настоятелі
- о. Омельян Пясецький,
- о. Михайло Струменський,
- о. Казимир Яворський,
- о. Іван Пачовський,
- о. Андрій Дольницький,
- о. Петро Лещук,
- о. Василь Рудко,
- о. Зеновій Новаківський,
- о. Богдан Горбачевський,
- о. Йосиф Федина,
- о. Петро Дичківський,
- о. Степан Пиріг,
- о. Микола Лозюк,
- о. Павло Іршак.

У 1990 році проведено відновлювально-реставраційні роботи. 4 грудня того ж року, на свято Введення до храму Пресвятої Богородиці, відбулося урочисте освячення церкви. Нині тут знаходиться високохудожній іконостас, виконаний у стилі рококо. Крім того, у 1992 році багатоколірний розпис церкви був частково оновлений, а частково перемальований